# Канадсько-українська мистецька фундація
Канадсько-українська мистецька фундація (КУМФ, англ. Ukrainian Canadian Art Foundation) — громадська організація мистецького спрямування в м. Торонто, Онтаріо, Канада. В основі Фундації була колекція творів українських митців (близько 200 творів мистецтва), зібрана Михайлом та Ярославою Шафранюками і пожертвувана для суспільного вжитку, а також ідея практикування подальших виставок мистецтва для заохочення роботи митців і підтримки артистичного середовища. 

## Історія

### Початки
З цією метою Шафранюки, будучи успішними підприємцями, продали частину свого майна і в 1975 році закупили приміщення по вул. Блюр-Вест 2395, зареєстрували неприбутковий статус установи і скликали управу. В тому ж приміщенні, окрім постійної експозиції та виставкових зал, були передбачені приміщення для СКВУ та КУК-Торонто. Підписантами «чартера» про заснування Фундації були Юрій Даревич, Петро Глібович, Любомир Козак, Михайло Шафранюк, Ярослава Шафранюк, Ганна Троян, Василь Верига, Роман Вжесневський і сен. Павло Юзик. Напочатку до членів Фундації записалось близько 450 осіб. Фундація проводила численні виставки (12—18 на рік), які за перший рік побачили 10 тис. відвідувачів. Крім виставок у галереї проводились доповіді, покази слайдів та кіно, а також різноманітні громадські зустрічі і наради.

### Друге приміщення на Блюр-Вест
За кілька років виявилось, що є потреба більшого приміщення. В 1979 році Фундація купила більше приміщення за адресою 2116-2128 Блюр-Вест площею 2 000 м², в якому було 700 м² виставкової площі, СКВУ і КУК займали по 5 і 3 кімнат відповідно, а більше половини площі віддавалось в оренду для покриття мистецької діяльності.
Протягом 10 років Фундація провела 150 виставок робіт близько 130 митців, які відвідало 150 тис. відвідувачів. Найбільшим своїм досягненням того часу Фундація вважає проведення Світової виставки українських мистців 1982 року, у якій взяло участь 88 мистців із 9 країн трьох континентів. Каталог за редакцією Святослава Гординського містив 110 повнокольорових репродукцій.
Великий відгук отримала ювілейна виставка Якова Гніздовського з величним бенкетом у Гарт-Гаузі Університету Торонто.
Серед імпрез, спрямованих на широку, не лише українську, мистецьку громадськість, була виставка, присвячена 150-річчю м. Торонта, яка представила роботи 82 мистців — представників 39 національних груп. Також, на відповідні замовлення, ґалерія влаштовувала збірні виставки мистців іспанського, італійського, естонського, грецького, єврейського походження.

### Криза з приміщенням
Після смерті Михайла Шафранюка в 1991 і Ярослави Шафранюк у 1996, всупереч сподіванням дирекції КУМФ, що будинок перейде у юридичну власність Фундації, насправді його успадкувала родина померлих. Ще до 2003 року Ґалерія отримувала невелику фінансову допомогу від Фундації «Поміч Україні», заснованої подружжям Шафранюків, але після 2003 року фінансування цілком перейшло на громаду: членські внески, кошти від продажу картин, винайм приміщення i обмежені ґранти та дотації. У 2012 році будинок був проданий, і пізніше, незважаючи на попередні компромісні домовленості, КУМФ отримав вимогу звільнити приміщення на Блюр-стріт-Вест до 18-го червня 2014.

### У приміщенні на Еванс
Вже до 1 липня 2014 відбулось перенесення у приміщення колишньої бібліотеки УНО на 145 Еванс-авеню. Руками добровольців з приміщення було перенесено 70 тис. книжок, а до нього — 600 картин та багато скульптур. А 26 вересня 2014 відбулась емоційна подія відновлення роботи галереї, де виступали Надя Ґеруляк, від УНО-Торонто Наталія Обаль, скульптор Олег Лесюк, голова дирекції Таїса Матіяшик-Ружицька. Одночасно відкрилась виставка творів з постійної колекції КУМФ. На час перенесення у 2014 році екзекутиву Ради Директорів становили: Таїса Матіяшек-Ружицька (президент), Богдан Миндюк (скарбник), Павло Лопата (секретар), Ірена Гордієнко (голова програмового комітету).
За перший рік на новому місці відбулось вісім мистецьких виставок, серед яких виставки Андрія Харини, Показ Моди – Плащі з України, Олега Савицького, Романа Зузука, спеціальна виставка малих робіт під оцінюванням жюрі, вечір, присвячений львівському мистцеві Богданові Сороці (1940-2015). Одна з останніх і найбільш численно відвіданих – виставка Української Спілки Образотворчих Мистців, яка пройшла 4-18 жовтня 2015 р., в межах якої було вивішено 27 робіт.

## Вибірка виставок

### 1982—2013
До 2013 року, в ґалерії КУМФ відбулося 446 виставок. Вибірка з 1982—2013 років:
- 1982 - світова виставка українського мистецтва в якій брали участь 88 мистців із 9-ти країн і з якої видано каталог;
- 1983 - ювілейна виставка Якова Гніздовського;
- 1984 - 150-ліття Торонта; брали участь 39 національних груп міста і 82 мистців;
- 1988 - На відзначення 1000-ліття Християнства в Україні, КУМФ замовив в Юрія Козака велику картину «Хрещення України-Руси» яка тривалий час висіла в залі;
- 1994 - Виставка «Повернення» — 40 картин із Колекції КУМФ які подаровано Національному Художньому Музею України в Києві.
- 1999 – Виставка Лео Мола «П'ятдесять Творчих Літ у Канаді»
- 2001 – Виставка «Голодомор 1933 р. Очима Дітей»
- 2002 – Виставка Василя Курилика «Kurelek’s Canada»
- 2004 – Виставка Канадських Фотографів українського походження
- 2005 – Фотоінсталяція Помаранчевої Революції «Ми Йдемо...»
- 2008 – Виставка унікальних робіт з металу Івана Котульського
- 2009 – Ретроспективна виставка Марії Приймаченко, присвячена 100-літтю мисткині
- 2010 – Виставка Київської мисткині Юлії Бородай «Емалеві Казки»
- 2012 – Групова виставка з Едмонтону «Мрійливі лани прерій», присвячена 120-літтю Українських Поселень в Канаді
- 2013 – Juried Art Exhibition «Toronto the Beautiful»

### 2014—2024
- 2014 — Персональна виставка Станіслава Хоменка
- 2015 — Персональна виставка Романа Зузука
- 2016 — Персональна виставка Станіслава Хоменка; Ікони й гобелени Мирослави Бойків
- 2017 — «Магія символу» Оксани Андрущенко; Виставка «Оголена краса» з приуроченою вечіркою «Відтінки кохання»
- 2018 — Життя і творчість Ірени Носик
- 2019 — Виставка сакрального мистецтва: Микола Бідняк, Галина Новаківська, Юрій Козак, Богдан Головацький, Павло Лопата, Іван Лазірко, Олег Лесюк, Анастасія Чемікос та ін.
- 2020 — «Перервана обіцянка» Керрі Парнелл зі вступним словом Любомира Луцюка
- 2021 — Всеканадська виставка Canvas Canada – Exhibit «і» — виставка робіт замовленого формату, з продажу творів якої надійшло близько $25.000[6]
- 2022 — «Опір» — виставка робіт 20 митців з України часу війни[7]
- 2023 — «Дух свободи», колективна виставка включно з творами новоприбулих митців; знакова виставка митця народу оджибве Браяна Вабуса[8]
- 2024 — «Світанок» — фотовиставка Юрія Білака[9]

## Голови дирекції
- Михайло Шафранюк
- Роман Вжесневський
- Христина Сохоцька
- Таїса Ружицька
- Оксана Рогатин-Василик[10].

## Сучасність
Постійна колекція сучасного мистецтва становить більше 500 (за іншими даними — 900) творів 155 митців з часового проміжку 90 років. На вебсторінці Фундації є архів оголошень про виставки від 2005 року і досі. У приміщенні КУМФ, окрім планових виставок, проводяться малярські курси, зустрічі з авторами книжок, концерти, наради, лекції, засідання товариств тощо.